# Tachycardie atriale
La tachycardie atriale, anciennement appelée tachysystolie atriale, est un trouble du rythme supra-ventriculaire différent du flutter et de la fibrillation atriale.

## Physiopathologie
Elle est la conséquence d'un foyer de dépolarisation anormal, ectopique (hors du nœud sinusal), qui se dépolarise de façon autonome et régulière ou sur une activité déclenchée.
Elle peut être secondaire à une cardiopathie avancée, à une maladie pulmonaire sévère, ou à une intoxication par les digitaliques, les beta-adrénergiques, la théophylline, ou à certains troubles hydro-électrolytiques (hypokaliémie). L'intoxication digitalique favorise l'activité déclenchée, l'hypoxémie et la théophylline l'hyperautomatisme.
La localisation du foyer ectopique se situe un peu plus fréquemment au niveau de l'oreillette droite. Dans ce cas, il se situe le plus souvent près du nœud sinusal au niveau d'une structure appelée « crista terminalis ». Du côté gauche, il se situe le plus souvent à l'origine d'une veine pulmonaire. L'aspect de l'électrocardiogramme permet de situer l'origine de la tachycardie avec une bonne fiabilité.

## Clinique
Le sujet peut être asymptomatique (il ne présente aucun signe clinique). Il peut ressentir des palpitations, une fatigue asthénie, une gêne respiratoire dyspnée.
Une tachycardie atriale prolongée (comme pour toute tachycardie) peut provoquer une insuffisance cardiaque avec altération de la fonction systolique, parfois importante, et pouvant être régressive à l'arrêt de la tachycardie. On parle alors de cardiopathie rythmique.

## Aspect Électrocardiographie
L'arythmie peut être paroxystique ou permanente. 
Sur l'électrocardiogramme, la tachycardie atriale est le plus souvent régulière (mais pas systématiquement). L'activité auriculaire est organisée et régulière avec un retour à la ligne isoélectrique entre deux ondes P ce qui la différencie de l'aspect classique d'un flutter auriculaire. La fréquence des atrias est comprise entre 100 et 250 par minute. Les complexes QRS sont fins (sauf en cas de bloc de branche fonctionnel ou organique préexistant). La transmission aux ventricules cardiaques est variable avec un nombre plus élevé d'ondes P que de complexes QRS. La fréquence ventriculaire dépend de la fréquence atriale. Si cette dernière est rapide, la conduction, sans traitement, est souvent de type 2/1
Il peut exister une tachycardie atriale multifocale (chaotique) : Elle se caractérise par la présence d'ondes P de morphologie différente qui ont une fréquence de plus de 100 par minute, avec des intervalles P-R variables ce qui conduit à des complexes ventriculaires (QRS) de fréquence irrégulière mais fins (sauf bloc fonctionnel ou organique préexistant).
Certains indices permettent de suspecter certaines localisations du foyer ectopique. Cela est vrai essentiellement pour des oreillettes « normales ». Par exemple, une activité auriculaire positive dans la dérivation V1 est fortement évocatrice d'un foyer auriculaire gauche.
Si la tachycardie est paroxystique, un holter contribue à en suspecter le diagnostic mais la différenciation avec un flutter atrial est moins aisée. 
L'exploration électrophysiologique, par l'analyse des signaux électriques intracardiaque, peut aider à en faire le diagnostic : en tachycardie, celle-ci n'est pas arrêtable par stimulation rapide ou par extrastimulus, ce qui permet d'exclure le rôle d'une macro réentrée (voie de conduction se bouclant sur lui-même). En rythme normal (dit sinusal), elle n'est pas déclenchable par des extrasystoles. Par ailleurs, la portion de l'oreillette droite située entre l'anneau tricuspide et l'abouchement de la veine cave inférieure (« isthme cavo tricuspide ») n'est pas perméable à un influx électrique, ce qui permet d'éliminer un flutter auriculaire commun.

## Complications
Une complication thrombo-embolique (formation d'un caillot dans une oreillette susceptible de migrer dans la circulation et d'aller obstruer une artère) est toujours possible, quelle que soit la forme de la tachysystolie, et impose un traitement anticoagulant.
Dans un cas sur 10, et d'autant plus que l'arythmie est permanente (ou incessante), la fonction systolique du ventricule gauche peut s'altérer plus ou moins profondément, dans le cadre d'une cardiomyopathie rythmique.

## Traitement
La prise en charge des tachycardies atriales a fait l'objet de la publication de recommandations. Celles, américaines, datent de 2015. Celles, européennes, datent de 2019
Il vise d'abord à corriger les facteurs favorisants :
- Arrêt des digitaliques en cas d'intoxication digitalique.
- Administration de potassium en cas d'hypokaliémie.
- Réduction ou arrêt des dérivés xanthiniques (théophylline).
- Traitement d'une insuffisance respiratoire.

La réduction médicamenteuse ou électrique est possible mais le risque de récidive est important vu le mécanisme des tachysystolies atriales, mais au besoin on peut utiliser les bêtabloqueurs ou les inhibiteurs calciques pour ralentir la fréquence ventriculaire.
L'ablation du foyer ectopique consiste à chauffer ce dernier à l'aide d'une sonde, jusqu'à parvenir à sa destruction. La localisation du foyer est faite au cours d'une exploration électrophysiologique et ne peut être faite qu'en tachycardie. Cette localisation est grandement facilitée par la constitution automatisée de cartes électro-anatomiques des oreillettes. Cette ablation entraîne la guérison du trouble du rythme, avec un taux de récidive très faible. Dans le cas d'une tachycardie atriale multifocale, l'ablation direct des foyers est difficile et on préfère alors un traitement médicamenteux qui ralentit la fréquence cardiaque, ou, si cela ne suffit pas, la pose d'un stimulateur cardiaque avec ablation du nœud atrio-ventriculaire.